# Pál Bakó
Pál Bakó (* 8. Juni 1946 in Budapest) ist ein ehemaliger ungarischer Pentathlet.

## Karriere
Pál Bakó nahm an den Olympischen Spielen 1972 in München teil. Im Einzel platzierte er sich auf Rang 15, mit der Mannschaft, zu der neben Bakó noch András Balczó und Zsigmond Villányi gehörten, gewann er die Silbermedaille hinter der sowjetischen Mannschaft.
Bei Weltmeisterschaften gelang ihm 1969 mit der Vizeweltmeisterschaft in der Mannschaftswertung sein erster Erfolg. 1970 wurde er, gemeinsam mit András Balczó und Péter Kelemen, in diesem Wettbewerb Weltmeister. Ein dritter Platz mit der Mannschaft gelang ihm schließlich 1977.